# Skogssameby
Skogssameby är en typ av sameby som inte har betesområden på kalfjället. Medlemmarna bedriver skogsrenskötsel i skogslandet året runt.
I Sverige finns tio skogssamebyar (från norr):
- Vittangi sameby
- Gällivare sameby
- Slakka sameby
- Udtja sameby
- Ståkke sameby
- Maskaur sameby
- Västra Kikkejaur sameby
- Östra Kikkejaur sameby
- Mausjaur sameby
- Malå sameby